# Alice Coltrane
Alice Coltrane (rodným jménem Alice McLeod; 27. srpna 1937 Detroit – 12. ledna 2007 Los Angeles) byla americká jazzová klavíristka, varhanice, harfistka a hudební skladatelka. V letech 1962–1963 vystupovala s vibrafonistou Terry Gibbsem a v té době se seznámila s Johnem Coltranem, se kterým se v roce 1965 vzala. Své první sólové album nazvané A Monastic Trio vydala v roce 1967 na značce Impulse! Records. během své kariéry spolupracovala s řadou dalších hudebníků, mezi které patří Carlos Santana, McCoy Tyner, Pharoah Sanders nebo Jack DeJohnette. Zemřela na respirační selhání ve věku devětašedesáti let.

## Diskografie
- A Monastic Trio (1968)
- Cosmic Music (1966–68)
- Huntington Ashram Monastery (1969)
- Ptah, the El Daoud (1970)
- Journey in Satchidananda (1970)
- Universal Consciousness (1971)
- World Galaxy (1972)
- Lord of Lords (1973)
- Reflection on Creation and Space (a Five Year View) (1973)
- Illuminations (1974)
- Eternity (1975)
- Radha-Krsna Nama Sankirtana (1976)
- Transcendence (1977)
- Transfiguration (1978)
- Turiya Sings (1982)
- Divine Songs (1987)
- Infinite Chants (1990)
- Glorious Chants (1995)
- Priceless Jazz Collection (1998)
- Astral Meditations (1999)
- Translinear Light (2004)
- The Impulse Story (2006)
- World Spirituality Classics 1: The Ecstatic Music of Alice Coltrane Turiyasangitananda (2017)[3][4]